# Вєжбно (станція метро)
52°11′23″ пн. ш. 21°01′00″ сх. д. / 52.18972° пн. ш. 21.01667° сх. д.
Вєжбно (пол. A-8 Wierzbno) — станція Першої лінії Варшавського метрополітену, що була відкрита 7 квітня 1995 року. Розташована під Алеєю Незалежності, між вулицями Нарушевича і Воронича. 

## Опис
Односклепінна станція мілкого закладення з острівною прямою платформою завдовжки 120 м і завширшки 10 м. 
Вихід на поверхню обладнано стаціонарними сходами і ліфтом для людей з обмеженими можливостями. 
Оздоблення у сірих кольорах з жовтими акцентами на колійних стінах. На терені станції розташовані невеликі крамниці, банкомати і туалет. На станції заставлено тактильне покриття.
Станція, у разі необхідності, може служити притулком цивільного населення. Для цього біля кожного виходу зі станції встановлені додаткові масивні сталеві двері.

## Пересадки
- Автобуси: 174, 200, 218, N36
- Трамваї: 18, 31